# Respect (nagylemez)
A REspect egy 2006-os lemez Lucky Dube dél-afrikai reggae-zenésztől.

## Számok
1. Respect
2. Shut Up
3. Political Games
4. Changing World
5. Shembe Is the Way
6. Monster
7. Celebrate Life
8. One
9. Choose You Friends
10. Never Leave You
11. Mask
12. Touch Your Dreams